# 无线电测向
无线电测向是通过测试无线电电磁波的参数，获知无线电发射源方位的技术。对于一个固定测向站来说，在30MHz以上频段，通常只测试电波在水平面上的来向；在HF的频段，通常还要测量它的仰角。由于无线电波具有特定的电波传播规律，根据两个以上站点测得的电波来向，或者一个站点测得的来向、仰角和跳次数据，或者三个以上站点测到的电磁波到达的时间差，可以得知无线电发射台的位置。
根据不同无线电测向的原理，有幅度测向法、相位测向法、空间谱估计测向法和到达时间差测向法等常用方法。